# مت ارل بیسلی
مت ارل بیسلی (انگلیسی: Matt Earl Beesley؛ زادهٔ ) یک کارگردان اهل ایالات متحده آمریکا است. وی از سال ۱۹۷۸ میلادی تاکنون مشغول فعالیت بوده‌است.